# Stefanie Reich-Schupke
Stefanie Reich-Schupke (geb. 1977) ist eine deutsche Medizinerin, Hochschullehrerin und Fachautorin. 

## Leben
Nach dem Abitur am Marie-Curie-Gymnasium in Recklinghausen studierte Reich-Schupke Medizin in Bochum und in der Schweiz. Ihr Interesse für Dermatologie prägte sich im Verlauf ihrer Weiterbildungszeit an der Ruhr-Universität aus. Im Jahr 2004 promovierte Reich-Schupke bei Peter Altmeyer. Ihre Dissertation mit dem Titel Wirksamkeit der Extrakorporalen Photopherese bei Progressiver Systemischer Sklerodermie und Atopischer Dermatitis unter Berücksichtigung spezieller Verlaufsparameter erhielt die Gesamtnote "gut".  
Bis 2013 arbeitete Reich-Schupke als Assistenz- und Oberärztin an der Klinik für Dermatologie, Venerologie und Allergologie in Bochum, dann wechselte sie als Chefärztin an die Artemed Fachklinik in Bad Oeynhausen. Seit 2017 ist Reich-Schupke am Venenzentrum Bochum tätig, einer der größten Versorgungseinrichtungen für Menschen mit Venenerkrankungen im Ruhrgebiet.
Im Januar 2017 erhielt Reich-Schupke eine Stiftungsprofessur für Phlebologie. Damit wurde nach 13 Jahren wieder ein Lehrstuhl für dieses Fachgebiet ins Leben gerufen. Der letzte Lehrstuhlinhaber in Deutschland war Volker Wienert, der an der Rheinisch-Westfälische Technische Hochschule Aachen gelehrt hatte. Reich-Schupkes Lehrstuhl ist am Fachbereich Dermatologie, Venerologie und Allergologie der Ruhr-Universität Bochum angesiedelt 
Reich-Schupke ist Mitglied der Deutschen Gesellschaft für Phlebologie (DGP) Sie ist in mehreren Arbeitsgruppen, in der Leitlinienkoordination sowie im Beirat der DGP aktiv und war im Jahr 2016 Kongresspräsidentin der 58. Jahrestagung dieser Fachgesellschaft. Zudem engagiert sie sich in der Deutschen Dermatologischen Gesellschaft (DDG), der Deutschen Gesellschaft für Lymphologie (DGL) sowie dem von Hugo Partsch begründeten International Compression Club. Zusätzlich zu ihrer eigenen umfangreichen publizistischen Tätigkeit ist Reich-Schupke Mitglied im wissenschaftlichen Beirat oder im Editorial Board verschiedener Fachzeitschriften. Hierzu gehören Derm, Vasomed und Phlebologie, das offizielle Organ der DGP.        

## Schriften
Als Autorin und Mit-Herausgeberin
- Moderne Kompressionstherapie: Ein praktischer Leitfaden, Wirtschafts- und Praxisverlag 2013

Als Mit-Autorin
- Endovenöse Verfahren, Schattauer Verlag 2014
- Crash Kurs und Update Phlebologie, Rabe Verlag 2015